# C'è sempre una guerra
C'è sempre una guerra è un'antologia di racconti fantascientifici edita dalla collana Urania nel numero 450 del 4 dicembre 1966.

## Racconti
- Pro video mori (The survivor, 1965, traduzione di Mario Galli), di Walter Frank Moudy
- I re (Kings Who Died, 1962, traduzione di Beata della Frattina), di Poul Anderson
- Gli A (Mandroid, 1966, traduzione di Antonangelo Pinna) di R.E. Margroff, P. Anthony e A.J. Offutt.